# Powiat Chomutov
Powiat Chomutov (czes. Okres Chomutov) – powiat w Czechach, w kraju usteckim. Jego siedziba znajduje się w mieście Chomutov. Powierzchnia powiatu wynosi 935,32 km², zamieszkuje go 124 856 osób (gęstość zaludnienia wynosi 133,54 mieszkańców na 1 km²). Powiat ten liczy 44 miejscowości, w tym 5 miast.
Od 1 stycznia 2003 powiaty nie są już jednostką podziału administracyjnego Czech. Podział na powiaty zachowały jednak sądy, policja i niektóre inne urzędy państwowe. Został on również zachowany dla celów statystycznych.

## Struktura powierzchni
Według danych z 31 grudnia 2003 powiat ma obszar 935,32 km², w tym:
- użytki rolne – 41,93%, w tym 60,72% gruntów ornych
- inne – 58,07%, w tym 63,41% lasów
- liczba gospodarstw rolnych: 208

## Demografia
Dane z 31 grudnia 2003:
| Opis        | Ogółem  | Kobiety       | Mężczyźni     |
| ----------- | ------- | ------------- | ------------- |
| populacja   | 124 856 | 63 487 50,85% | 61 369 49,15% |
| średni wiek | 37      | 38,81         | 36,15         |

- gęstość zaludnienia: 133,54 mieszk./km²
- 86,43% ludności powiatu mieszka w miastach.

## Zatrudnienie
| Mieszkańcy ze stałym zatrudnieniem | 27 046       |
| Średnia pensja miesięczna          | 14 944 koron |
| Bezrobotni                         | 12 595       |
| Stopa bezrobocia                   | 18,66%       |

## Szkolnictwo
W powiecie Chomutov działają:
| Rodzaj szkoły                   | Liczba szkół |
| ------------------------------- | ------------ |
| Przedszkola                     | 36           |
| Szkoły podstawowe               | 34           |
| Gimnazja                        | 4            |
| Szkoły średnie techniczne       | 9            |
| Szkoły średnie ogólnokształcące | 5            |
| Szkoły wyższe                   | 1            |

## Służba zdrowia

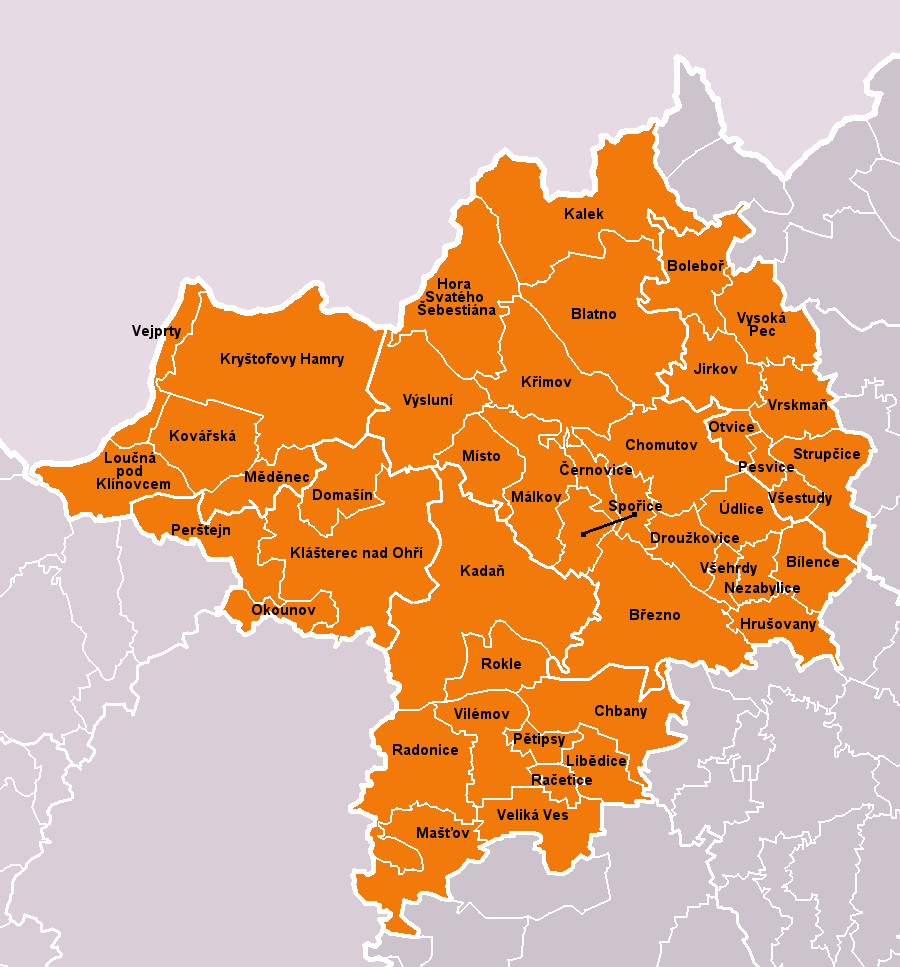
Powiat Chomutov

| Lekarze                               | 364 |
| Szpitale                              | 2   |
| Specjalistyczne ośrodki terapeutyczne | 2   |
| Gabinety dentystyczne                 | 54  |
| Apteki                                | 20  |